# Judy Landers
Judy Landers, all'anagrafe Judy Hamburg (Filadelfia, 7 ottobre 1958), è un'attrice statunitense.

## Carriera
Negli anni settanta ed ottanta, Judy Landers, conosciuta per l'avvenenza e il seno prosperoso, recitò in molte serie televisive, inclusi 8 episodi di Love Boat (1977), Happy Days (1977), 2 episodi di Charlie's Angels (1978), 14 episodi di Vega$ (1978-1979), 15 episodi di Truck Driver (1979), I Jefferson (1979), Buck Rogers (1980), CHiPs (1980), 3 episodi di Fantasilandia (1980-84), Professione pericolo (1982), 3 episodi di Giudice di notte (1984), L.A. Law - Avvocati a Los Angeles (1986), La signora in giallo (1987) e ALF. Fu inoltre presenza fissa nel cast della serie Madame's Place (1982-83).
Apparve due volte in Supercar (1982, 1985) ed una in A-Team (1985), ma con personaggi completamente diversi in ogni episodio.
Al cinema recitò in pellicole quali Goldie e il pugile (1979), The Black Marble (1980), La gabbia infernale (1985), Prigione modello (1985), Deadly Twins (1985), L'aereo più pazzo del mondo 3 (1986), Pazzi da legare (1986), Ghost Writer (1989), Dr. Alien - Dallo spazio per amore (1989), Club Fed (1990), The Divine Enforcer (1992), Expert Weapon (1993), Dragon Fury (1995), Circus Camp (2006) e Manipulated (2019).
Nel gennaio 1983 apparve (vestita) insieme alla sorella Audrey sulla copertina della rivista Playboy. Le due sorelle, insieme alla madre Ruth, dirigono la Landers Productions con la quale hanno prodotto il film Circus Island (2006).

## Filmografia

### Cinema
- The Yum Yum Girls, regia di Barry Rosen (1976)
- The Courage and the Passion, regia di John Llewellyn Moxey (1978) - Film tv
- Fast Lane Blues, regia di Jerry Thorpe (1978) - Film tv
- The Users, regia di Joseph Hardy (1978) - Film tv
- Skatetown USA, regia di William A. Levey (1979)
- Goldie e il pugile (Goldie and the Boxer), regia di David Miller (1979) - Film tv
- The Black Marble, regia di Harold Becker (1980)
- Tennessee Stallion, regia di Don Hulette (1982)
- That's TV, regia di Art Fisher (1982) - Film tv
- Streets of Hollywood, regia di BJ Davis (1983)
- La gabbia infernale (Hellhole), regia di Pierre De Moro (1985)
- Prigione modello (Doin' Time), regia di George Mendeluk (1985)
- Deadly Twins, regia di Joe Berger & Joe Oaks (1985)
- Pazzi da legare (Armed and Dangerous), regia di Mark L. Lester (1986)
- L'aereo più pazzo del mondo 3 (Stewardess School), regia di Ken Blancato (1986)
- Remo Williams: The Prophecy, regia di Christian I. Nyby II (1988) - Film tv
- Dr. Alien - Dallo spazio per amore (Dr. Alien), regia di David DeCoteau (1989) - Film tv
- Ghost Writer, regia di Kenneth J. Hall (1989)
- Club Fed, regia di Nat Christian (1990)
- I delitti di padre Daniel (The Divine Enforcer), regia di Robert Rundle (1992)
- Expert Weapon, regia di Steven L. Austin (1993)
- Dragon Fury, regia di David Heavener (1995)
- Circus Camp, regia di Audrey Landers & Judy Landers (2006)
- Christmas Spirit, regia di David DeCoteau (2011) - Film tv
- Manipulated, regia di Matt Berman (2019)

### Televisione
- Happy Days (1977) - 1 episodio
- What Really Happened to the Class of '65? (1977) - 1 episodio
- Vega$ (1978-1979) - 14 episodi
- I Jefferson  (1979) - 1 episodio
- Charlie's Angels (1978-1979) - 2 episodi
- Love of Life (1980) - 2 episodi
- Buck Rogers (1980) - 1 episodio
- CHiPs (1980) - 1 episodio
- Truck Driver (1981) - 15 episodi
- Professione pericolo (1982) - 1 episodio
- Madame's Place (1982) - 55 episodi
- I viaggiatori delle tenebre (1983) - 1 episodio
- Lottery! (1984) - 1 episodio
- Fantasilandia (1980-1984) - 3 episodi
- Supercar (1982-1985) - 2 episodi
- Comedy Factory (1985) - 1 episodio
- A-Team  (1985) - 1 episodio
- New Love, American Style (1986) - 1 episodio
- L.A. Law - Avvocati a Los Angeles (1986) - 2 episodi
- La signora in giallo (1987) - 1 episodio
- ALF (1987) - 2 episodi
- Love Boat (1978-1987) - 8 episodi
- Giudice di notte (1984-1988) - 3 episodi
- Murphy's Law (1989) - 1 episodio
- Cose dell'altro mondo (1990) - 1 episodio
- Dragnet (1990) - 1 episodio
- La legge di Burke (1994) - 1 episodio
- The Huggabug Club (1995)